# Enicognathus ferrugineus
Il parrocchetto australe (Enicognathus ferrugineus Müller, 1776) è un uccello della famiglia degli Psittacidi. 

## Identificazione
È una specie di parrocchetto di taglia media con un peso intorno ai 160 g, è colorato principalmente di verde con il bordo delle penne più scuro che conferisce al piumaggio un aspetto "a scaglie"; è presente un effetto di lucentezza metallica sulle ali, rosso scuro vicino alle narici e un rosso più sfumato sull'addome. Petto verde giallognolo. Le penne della coda anch'esse rosse con la punta verde. L'iride è marrone. È una specie gregaria e si avvista spesso in stormi, ha un volo diretto, chiassoso, spesso raso terra. Questi parrocchetti sono soliti nascondersi sulla punta degli alberi alti diventando difficilmente localizzabili. È una specie simile al parrocchetto beccosottile, si differenzia per l'assenza del lungo becco ricurvo, per l'assenza del rosso frontale e per l'effetto scagliatura più scuro e più diffuso. È classificato in due sottospecie: E. f. ferrugineus di 35 cm e E. f. minor di 33 cm. Maschio e femmina appaiono identici. 

## Distribuzione
Il nome parrocchetto australe deriva dal fatto che è il pappagallo che vive più a sud nel mondo. Si può trovare nella parte settentrionale della Terra del Fuoco, in Cile e in Argentina sulla Cordigliera delle Ande. È considerato generalmente comune.